# Formação Allen
A Formação Allen é uma formação geológica na Argentina cujos estratos datam do Cretáceo Superior (Campaniano médio ao Maastrichtiano inicial. Restos de dinossauros estão entre os fósseis que foram recuperados da formação. Restos indeterminados de quelídeos e outros vertebrados também foram descobertos nesta formação.

## Descrição

Fauna da Formação Allen

Uliana e Dellapé definiram o estratótipo da formação em 1981 na área oriental do Bajo de Añelo, onde a relação entre a base e o topo é claramente exposta. Os depósitos são principalmente clásticos, intercalados com bancos de calcário e camadas de anidrita, que foram definidos como fácies continentais e marinhas rasas associadas a condições semiáridas.
Os paleoambientes sedimentares interpretados variam de puramente continentais, como sistemas lacustres, eólicos e fluviais efêmeros, a paleoambientes marinhos costeiros com desenvolvimento de estuários e planícies de maré, seguidos por um estágio sedimentar lagunar do pântano ao mar com precipitação de carbonato em uma área protegida de ondas, terminando com uma retração que leva ao acúmulo de evaporitos.
Armas e Sánchez realizaram uma análise detalhada das fácies da formação em 2015, onde os autores concluíram que a formação representa um sistema costeiro híbrido de planícies de maré, dominado por ingressões atlânticas, com grande influência de tempestades em algumas áreas ligadas a sistemas eólicos.

## Registro fóssil

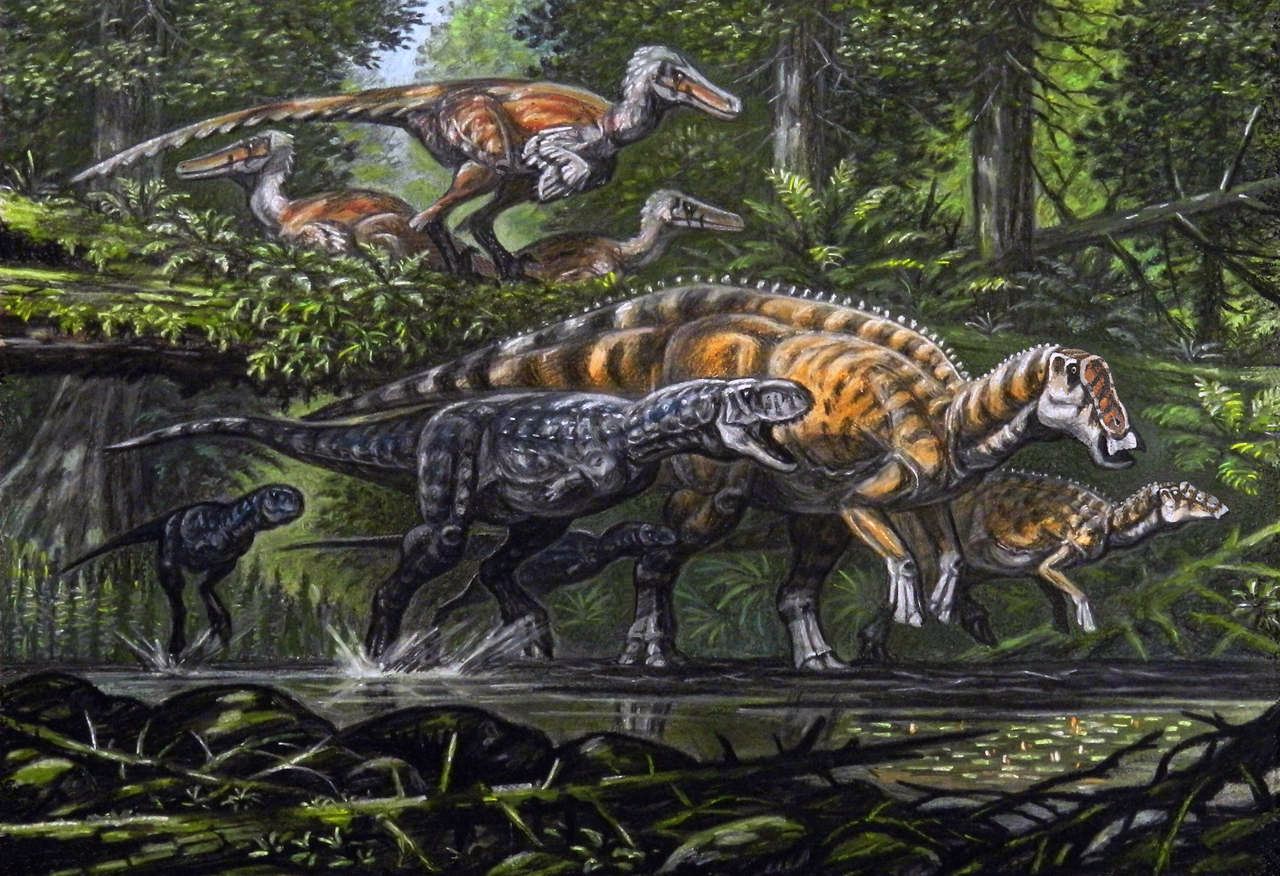
Restaução em vida de dinossauros descobertos na Formação Allen

### Dinossauros
| Chave de cores \| Taxon \| Táxon reclassificado \| Táxon falsamente relatado como presente \| Táxon duvidoso ou sinônimo júnior \| Ichnotáxon \| Ootaxa \| Morfotáxon \| |                      | Notas Táxons incertos ou provisórios estão em texto pequeno; táxons riscados estão desacreditados. |                                   |            |        |            |
| Taxon | Táxon reclassificado | Táxon falsamente relatado como presente                                                            | Táxon duvidoso ou sinônimo júnior | Ichnotáxon | Ootaxa | Morfotáxon |

Os ovos de dinossauro são conhecidos desde a formação.

#### Ornitísquios
| Chave de cores \| Taxon \| Táxon reclassificado \| Táxon falsamente relatado como presente \| Táxon duvidoso ou sinônimo júnior \| Ichnotáxon \| Ootaxa \| Morfotáxon \| |                      | Notas Táxons incertos ou provisórios estão em texto pequeno; táxons riscados estão desacreditados. |                                   |            |        |            |
| Taxon | Táxon reclassificado | Táxon falsamente relatado como presente                                                            | Táxon duvidoso ou sinônimo júnior | Ichnotáxon | Ootaxa | Morfotáxon |

Ankylosauria
| Anquilossaurianos relatados da Formação Allen | Anquilossaurianos relatados da Formação Allen | Anquilossaurianos relatados da Formação Allen | Anquilossaurianos relatados da Formação Allen | Anquilossaurianos relatados da Formação Allen                                                                                                | Anquilossaurianos relatados da Formação Allen | Anquilossaurianos relatados da Formação Allen |
| Gênero                                        | Espécies                                      | Local                                         | Posição estratigráfica                        | Material | Notas                                         | Imagens                                       |
| --------------------------------------------- | --------------------------------------------- | --------------------------------------------- | --------------------------------------------- | --- | --------------------------------------------- | --------------------------------------------- |
| Patagopelta                                   | P. cristata                                   | Localidade Salitral Moreno                    | Inferior                                      | Dente, três vértebras dorsais posteriores, vértebras caudais, dois centros caudais, fêmur direito, meio anel cervical parcial e osteodermas. | Um paranquilossauro de afinidades incertas.   |                                               |

Hadrossauros
| Chave de cores \| Taxon \| Táxon reclassificado \| Táxon falsamente relatado como presente \| Táxon duvidoso ou sinônimo júnior \| Ichnotáxon \| Ootaxa \| Morfotáxon \| |                      | Notas Táxons incertos ou provisórios estão em texto pequeno; táxons riscados estão desacreditados. |                                   |            |        |            |
| Taxon | Táxon reclassificado | Táxon falsamente relatado como presente                                                            | Táxon duvidoso ou sinônimo júnior | Ichnotáxon | Ootaxa | Morfotáxon |

| Hadrossauros relatados da Formação Allen | Hadrossauros relatados da Formação Allen | Hadrossauros relatados da Formação Allen | Hadrossauros relatados da Formação Allen | Hadrossauros relatados da Formação Allen | Hadrossauros relatados da Formação Allen | Hadrossauros relatados da Formação Allen |
| Gênero                                   | Espécies                                 | Local                                    | Posição estratigráfica                   | Material | Notas                                    | Imagens                                  |
| ---------------------------------------- | ---------------------------------------- | ---------------------------------------- | ---------------------------------------- | --- | ---------------------------------------- | ---------------------------------------- |
| Bonapartesaurus                          | B. rionegrensis                          | Salitral Moreno e Ilhas Malvinas.        | Inferior                                 | Um esqueleto parcial. | Um hadrossaurídeo.                       |                                          |
| Kelumapusaura                            | K. machi                                 |                                          | Superior                                 | Crânio parcial, uma vértebra cervical, vários sacrais, costela esternal e placa esternal e vários espécimes referidos encontrados em um leito ósseo | Um hadrossaurídeo saurolofíneo.          |                                          |
| Lapampasaurus                            | L. cholinoi                              |                                          | Inferior                                 | Elementos do esqueleto axial e apendicular de um indivíduo subadulto                                                                                | Um hadrossaurídeo                        |                                          |
| Willinakaqe                              | W. salitralensis                         | Sítio Salitral Moreno.                   | Inferior                                 | Uma pré-maxila direita. | Um hadrossaurídeo saurolofíneo.          |                                          |

#### Saurísquios
Saurópodes
| Chave de cores \| Taxon \| Táxon reclassificado \| Táxon falsamente relatado como presente \| Táxon duvidoso ou sinônimo júnior \| Ichnotáxon \| Ootaxa \| Morfotáxon \| |                      | Notas Táxons incertos ou provisórios estão em texto pequeno; táxons riscados estão desacreditados. |                                   |            |        |            |
| Taxon | Táxon reclassificado | Táxon falsamente relatado como presente                                                            | Táxon duvidoso ou sinônimo júnior | Ichnotáxon | Ootaxa | Morfotáxon |

| Saurópodes relatados da Formação Allen | Saurópodes relatados da Formação Allen | Saurópodes relatados da Formação Allen | Saurópodes relatados da Formação Allen | Saurópodes relatados da Formação Allen                                                                                | Saurópodes relatados da Formação Allen | Saurópodes relatados da Formação Allen |
| Gênero                                 | Espécies                               | Local                                  | Posição estratigráfica                 | Material | Notas                                  | Imagens                                |
| -------------------------------------- | -------------------------------------- | -------------------------------------- | -------------------------------------- | --- | -------------------------------------- | -------------------------------------- |
| Aeolosaurus                            | Indeterminado                          |                                        | Inferior                               | | Um titanossauro.                       |                                        |
| Bonatitan                              | B.reigi                                |                                        | Inferior                               | Caixas cranianas, vértebras caudais e vários elementos dos membros                                                    | Um titanossauro.                       |                                        |
| Menucocelsior                          | M. arriagadai                          |                                        | Inferior                               | Dezessete vértebras caudais e vários ossos apendiculares: um úmero direito, uma fíbula esquerda e alguns metapodiais. | Um titanossauro.                       |                                        |
| Panamericansaurus                      | P. schroederi                          |                                        |                                        | "Cinco vértebras da cauda, vértebras sacrais, úmero esquerdo e fragmentos de costela"                                 | Um titanossauro..                      |                                        |
| Pellegrinisaurus?                      | P. powelli                             |                                        | Inferior (se é da formação)            | "Vértebras dorsais e caudais, fêmur parcial"                                                                          | Um titanossauro..                      |                                        |
| Rocasaurus                             | R. muniozi                             |                                        | Inferior                               | "Esqueleto pós-craniano parcial"                                                                                      | Um titanossauro..                      |                                        |

#### Terópodes
| Terópodes relatados da Formação Allen | Terópodes relatados da Formação Allen | Terópodes relatados da Formação Allen | Terópodes relatados da Formação Allen | Terópodes relatados da Formação Allen | Terópodes relatados da Formação Allen | Terópodes relatados da Formação Allen |
| Gênero                                | Espécies                              | Local                                 | Posição estratigráfica                | Material | Notas                                 | Imagens                               |
| ------------------------------------- | ------------------------------------- | ------------------------------------- | ------------------------------------- | --- | ------------------------------------- | ------------------------------------- |
| Austroraptor                          | A. cabazai                            |                                       | Inferior                              | Um esqueleto fragmentário incluindo partes do crânio, mandíbula inferior, algumas vértebras do pescoço e do tronco, algumas costelas, um úmero e ossos variados de ambas as pernas                                                            | Um dromeossaurídeo.                   |                                       |
| Bonapartenykus                        | B. ultimus                            |                                       | Superior                              | Um holótipo consiste em uma vértebra médio-dorsal, ambos os escapulocoracóides, tíbia e fêmur esquerdos, púbis esquerdo articulado com o pedúnculo púbico do ílio, a lâmina anterior do ílio esquerdo e dois óvulos parcialmente preservados. | Um alvarezsauróide.                   |                                       |
| Lamarqueavis                          | L. australis                          |                                       | Inferior                              | "Coracoide direito com extremidades esternais e omais danificadas e sem processo acrocoracoidal" | Um orniturano.                        |                                       |
| Limenavis                             | L. patagonica                         |                                       | Inferior                              | "Membro anterior parcial" | Um orniturano.                        |                                       |
| Niebla                                | N. antiqua                            |                                       | Superior                              | Caixa craniana, mandíbula e dentes fragmentados, escapulocoracóide relativamente completo, costelas dorsais e vértebras incompletas. | Um abelissaurídeo.                    |                                       |
| Quilmesaurus                          | Q. curriei                            |                                       | Superior                              | Fêmur e tíbia distal | Um abelissaurídeo.                    |                                       |

### Pterosauria
Fósseis fragmentários são conhecidos da formação.
| Pterossauros relatados da Formação Allen | Pterossauros relatados da Formação Allen | Pterossauros relatados da Formação Allen | Pterossauros relatados da Formação Allen | Pterossauros relatados da Formação Allen | Pterossauros relatados da Formação Allen             | Pterossauros relatados da Formação Allen |
| Gênero                                   | Espécies                                 | Local                                    | Posição estratigráfica                   | Material                                 | Notas                                                | Imagens                                  |
| ---------------------------------------- | ---------------------------------------- | ---------------------------------------- | ---------------------------------------- | ---------------------------------------- | ---------------------------------------------------- | ---------------------------------------- |
| Aerotitan                                | A. sudamericanus                         | Bajo de Arriagada                        | Superior                                 | Rostro parcial                           | O primeiro azhdarquídeo inequívoco da América do Sul |                                          |

### Peixes
| Peixes relatados da Formação Allen | Peixes relatados da Formação Allen | Peixes relatados da Formação Allen | Peixes relatados da Formação Allen | Peixes relatados da Formação Allen | Peixes relatados da Formação Allen | Peixes relatados da Formação Allen |
| Gênero                             | Espécies                           | Local                              | Posição estratigráfica             | Material                           | Notas                              | Imagens                            |
| ---------------------------------- | ---------------------------------- | ---------------------------------- | ---------------------------------- | ---------------------------------- | ---------------------------------- | ---------------------------------- |
| Ceratodontiformes                  | Indeterminado                      |                                    |                                    | 3 placas dentais                   |                                    |                                    |
| Chondrichthyes                     | Indeterminado                      |                                    |                                    | 11 centros vertebrais              |                                    |                                    |
| Diplomystidae                      | Indeterminado                      |                                    |                                    | 4 espinhas peitorais incompletos   |                                    |                                    |
| Siluriformes                       | Indeterminado                      |                                    |                                    | 5 espinhas peitorais incompletos   |                                    |                                    |
| Lepisosteidae                      | Indeterminado                      |                                    |                                    | 6 centros vertebrais               |                                    |                                    |
| Teleostei                          | Indeterminado                      |                                    |                                    | 10 dentes isolados                 |                                    |                                    |
| cf. Percichthyidae                 | Indeterminado                      |                                    |                                    | 19 vértebras fragmentárias         |                                    |                                    |

### Escamados
| Escamados relatados da Formação Allen | Escamados relatados da Formação Allen | Escamados relatados da Formação Allen | Escamados relatados da Formação Allen | Escamados relatados da Formação Allen | Escamados relatados da Formação Allen | Escamados relatados da Formação Allen |
| Gênero                                | Espécies                              | Local                                 | Posição estratigráfica                | Material                              | Notas                                 | Imagens                               |
| ------------------------------------- | ------------------------------------- | ------------------------------------- | ------------------------------------- | ------------------------------------- | ------------------------------------- | ------------------------------------- |
| Patagoniophis                         | P. parvus                             |                                       |                                       | vértebra do tronco incompleta         |                                       |                                       |
| Alamitophis                           | A. argentinus                         |                                       |                                       | vértebra do tronco incompleta         |                                       |                                       |
| Madtsoiidae                           | Indeterminado                         |                                       |                                       | vértebra do tronco incompleta         |                                       |                                       |

### Rhynchocephalia
| Rhynchocephalia relatados da Formação Allen | Rhynchocephalia relatados da Formação Allen | Rhynchocephalia relatados da Formação Allen | Rhynchocephalia relatados da Formação Allen | Rhynchocephalia relatados da Formação Allen | Rhynchocephalia relatados da Formação Allen | Rhynchocephalia relatados da Formação Allen |
| Gênero                                      | Espécies                                    | Local                                       | Posição estratigráfica                      | Material                                    | Notas                                       | Imagens                                     |
| ------------------------------------------- | ------------------------------------------- | ------------------------------------------- | ------------------------------------------- | ------------------------------------------- | ------------------------------------------- | ------------------------------------------- |
| Lamarquesaurus                              | L. cabazai                                  | Cerro Tortuga                               |                                             |                                             | [ 21 ]                                      |                                             |

### Plesiosauria
| Plesiossauros relatados da Formação Allen | Plesiossauros relatados da Formação Allen | Plesiossauros relatados da Formação Allen | Plesiossauros relatados da Formação Allen | Plesiossauros relatados da Formação Allen | Plesiossauros relatados da Formação Allen | Plesiossauros relatados da Formação Allen |
| Gênero                                    | Espécies                                  | Local                                     | Posição estratigráfica                    | Material                                  | Notas                                     | Imagens                                   |
| ----------------------------------------- | ----------------------------------------- | ----------------------------------------- | ----------------------------------------- | ----------------------------------------- | ----------------------------------------- | ----------------------------------------- |
| Kawanectes                                | K. lafquenianum                           |                                           |                                           |                                           |                                           |                                           |

### Sapos
Também foram encontrados sapos sem nome pertencentes à família Calyptocephalellidae e Leptodactylidae, e aqueles sem designação de família.
| Sapos relatados da Formação Allen | Sapos relatados da Formação Allen | Sapos relatados da Formação Allen | Sapos relatados da Formação Allen | Sapos relatados da Formação Allen | Sapos relatados da Formação Allen | Sapos relatados da Formação Allen |
| Gênero                            | Espécies                          | Local                             | Posição estratigráfica            | Material                          | Notas                             | Imagens                           |
| --------------------------------- | --------------------------------- | --------------------------------- | --------------------------------- | --------------------------------- | --------------------------------- | --------------------------------- |
| Kuruleufenia                      | K. xenopoides                     |                                   |                                   |                                   | Um sapo pipídeo.                  |                                   |

### Mamíferos
A fauna de mamíferos da Formação Allen é conhecida por sete dentes, que documentam a presença de diversas espécies.
| Mamíferos relatados da Formação Allen | Mamíferos relatados da Formação Allen | Mamíferos relatados da Formação Allen | Mamíferos relatados da Formação Allen                       | Mamíferos relatados da Formação Allen | Mamíferos relatados da Formação Allen |
| Gênero                                | Espécies                              | Local                                 | Material                                                    | Notas                                 | Imagens                               |
| ------------------------------------- | ------------------------------------- | ------------------------------------- | ----------------------------------------------------------- | ------------------------------------- | ------------------------------------- |
| Mesungulatum                          | M. lamarquensis                       | Cerro Tortuga                         | Dois molares superiores e um molar inferior fragmentado     | A dryolestóide                        |                                       |
| Groebertherium                        | G. stipanicici                        | Cerro Tortuga                         | Um molar superior                                           | Um dryolestóide                       |                                       |
| cf. Brandonia                         | sp.                                   | Cerro Tortuga                         | Um molar inferior                                           | Um dryolestóide                       |                                       |
| Barberenia                            | B. allenensis                         | Cerro Tortuga                         | Um molar superioriforme                                     | Um dryolestóide                       |                                       |
| Solanutheirum                         | S. walshi                             | Cerro Tortuga                         | Um molar inferior direito e um fragmento dentário esquerdo. | Um meridiolestídeo.                   |                                       |
| Trapalcotherium                       | T. matuastensis                       | Cerro Tortuga                         | Um primeiro molar inferior                                  | Um gondwanatério                      |                                       |

### Plantas
| Plantas relatados da Formação Allen | Plantas relatados da Formação Allen | Plantas relatados da Formação Allen                       | Plantas relatados da Formação Allen | Plantas relatados da Formação Allen | Plantas relatados da Formação Allen | Plantas relatados da Formação Allen |
| Gênero                              | Espécies                            | Local                                                     | Posição estratigráfica              | Material                            | Notas                               | Imagens                             |
| ----------------------------------- | ----------------------------------- | --------------------------------------------------------- | ----------------------------------- | ----------------------------------- | ----------------------------------- | ----------------------------------- |
| Podocarpoxylon                      | P. mazzonii                         | Floresta Petrificada de Valcheta, Província de Río Negro. |                                     | Madeira fóssil.                     |                                     |                                     |